# Маргарита Белланже
Маргарита Белланже (фр. Marguerite Bellanger, собственно Justine Marie Le Boeuf, в замужестве — Mme Kulbach, 10 июня 1838, Вильбернье, Мен и Луара, — 23 ноября 1886, Вильнёв-су-Даммартен, Сена и Марна) — французская актриса, артистка цирка, куртизанка.

## Биография
Выступала наездницей в провинциальном цирке, жила как содержанка в Анже и Нанте. В 1858 появилась в Париже, взяла псевдоним (имя — в честь героини мелодрамы Дюма-сына «Дама с камелиями», 1852). Известные в ту пору драматурги и либреттисты Анри Мельяк и Людовик Галеви помогли ей устроиться в небольшой столичный театрик La Tour d’Auvergne. Любила появляться и фотографироваться в мужском костюме. О Маргарите Белланже упоминается в «Дневнике» братьев Гонкур (1863).
В начале 1860-х стала любовницей императора Наполеона III (в 1865 их связь была разорвана: Маргарита утверждала, что родившийся у неё в 1864 сын — не от императора, мнения биографов на этот счёт расходятся). Терпение императрицы Евгении, доведенное изменами мужа до предела, после известия о беременности Белланже лопнуло. Она лично явилась к куртизанке и потребовала от неё в интересах императора уехать из страны. Когда её муж Луи-Наполеон пытался как то разрешить конфликт, разъяренная императрица поставила вопрос «или она, или я» и уехала из страны сама под предлогом лечения в Швабах. Евгения поставила мужу ультиматум, что вернется только в случае прекращения супружеских отношений как таковых. Наполеон III был вынужден принять эти условия.
После 1870 она переехала в Англию, вышла замуж за богатого лорда, впоследствии бросила его. Стала героиней многих карикатур эпохи, нередко непристойных. Издала книгу воспоминаний (1882).

### Мемуары
- Confessions de Marguerite Bellanger: mémoires anecdotiques. Paris: Librairie Populaire, 1882

## Образ в искусстве
- По некоторым предположениям, была моделью Эдуара Мане для его картины Олимпия (1863), вызвавшей общественный скандал.
- Известна серия её идеализированных бюстов работы Анри-Эрнеста Каррье-Беллёза (ок.1865).
- О ней написан роман «Гризетка императора» (1937).
- В исполнении Николь Риш появляется как исторический персонаж в фильме «Нана», который снял Кристиан-Жак по одноимённому роману Золя (1955).